# Universidade de Bucareste
A Universidade de Bucareste (em romeno Universitatea din Bucureşti) é uma instituição de ensino superior pública localizada em Bucareste, capital da Romênia. Foi fundada em 1864, por um decreto do príncipe Alexandre João Cuza para converter a Academia de São Sava em uma universidade.